# Pedro Kohji Aparicio
Pedro Kohji Aparicio (Lima, 11 de junio de 1982) es un exfutbolista peruano. Jugaba de defensa central. 

## Trayectoria
Sus divisiones inferiores las realizó en Alianza Lima, equipo donde debutó. Fue parte del equipo campeón en el año del centenario blanquiazul (2001). Posteriormente se fue a equipos de provincia como el Atlético Universidad de Arequipa, Estudiantes de Medicina de Ica y el César Vallejo de Trujillo. 
En el 2005 retornó a Alianza, aunque regresó al César Vallejo a mitad de temporada. Al año siguiente jugó por otro club de provincia, esta vez fue el Melgar de Arequipa. En el 2007 firmó por el Sport Boys del Callao. 
En el 2008 volvió nuevamente a Alianza Lima.
Tras problemas con la directiva de Alianza, en 2012 ficha por el Deportivo UPAO de la copa Perú, el cual es eliminado en la etapa departamental por el Carlos A. Manucci, equipo que lo contrata después para jugar la etapa final.

## Clubes
| Club                      | País | Año       |
| ------------------------- | ---- | --------- |
| Alianza Lima              | Perú | 2001-2002 |
| Atlético Universidad      | Perú | 2003      |
| Estudiantes de Medicina   | Perú | 2003      |
| Universidad César Vallejo | Perú | 2004      |
| Alianza Lima              | Perú | 2005      |
| Universidad César Vallejo | Perú | 2005      |
| FBC Melgar                | Perú | 2006      |
| Sport Boys                | Perú | 2007      |
| Alianza Lima              | Perú | 2008-2012 |
| Carlos A. Mannucci        | Perú | 2012      |
| Universitario UPAO        | Perú | 2013      |

## Palmarés
| Título                    | Club         | País | Año  |
| ------------------------- | ------------ | ---- | ---- |
| Primera División del Perú | Alianza Lima | Perú | 2001 |